# Albatàrrec
Albatàrrec – gmina w Hiszpanii, w prowincji Lleida, w Katalonii, o powierzchni 10,75 km². W 2011 roku gmina liczyła 2113 mieszkańców.